# 24時間テレビ 愛は地球を救う12
24時間テレビ「愛は地球を救う」12は、日本テレビ系列にて1989年8月26日（土曜日）12:00 - 8月27日（日曜日）19:00まで生放送された12回目となる『24時間テレビ』である。

## 概要
関東地区と一部地域のみ土曜12:00 - 日曜19:00（JST）の31時間で放送、放送時間が初めて30時間を突破したが、土曜日12:00-17:00はローカルセールス（任意ネット）であり、正式なネットセールス枠である土曜日17:00から行われた「グランドプロローグショー」から開始する局も存在したため、26時間を公式な見解とする資料や放送局もある。
メインテーマは『アジア・アフリカの子どもたちに海外援助を!』
初回から出演している徳光和夫は、この年9月に日本テレビを退社するため局アナとして最後の出演となる。一方、同じ初回からの萩本欽一はこの回をもってレギュラー出演から降板、以後は不定期にゲスト出演となる。
3年ぶりのアニメスペシャルは、この年の2月に原作やアニメ製作を務めた手塚治虫が逝去した影響もあり、手塚の人物伝の要素を含んだ『手塚治虫物語 ぼくは孫悟空』が放送された。

## 出演者

### 総合司会
- 徳光和夫
- 渡辺徹
- 和田アキ子 - 日曜午前から昼の時間帯は『アッコにおまかせ!』が通常通り生放送される兼ね合いでTBSに移動したため席を外している。
- アグネス・チャン

### チャリティーパーソナリティー
- 南野陽子

### 募金のお知らせ
- 深堀恵美子（日本テレビアナウンサー）
- 関谷亜矢子（日本テレビアナウンサー）
- 鈴木君枝（日本テレビアナウンサー）
- 米森麻美（日本テレビアナウンサー）

### イカス社員
- 佐々木理恵
- 川口晶

### ニュースキャスター全員集合クイズ
- 三雲孝江
TBSテレビ『JNNニュースコープ』
- 上田昭夫
フジテレビ『FNNスーパータイム』
- 小宮悦子
テレビ朝日『ニュースステーション』
- 小池ユリ子
テレビ東京『ワールドビジネスサテライト』
- 田原総一朗
テレビ朝日『朝まで生テレビ!』『サンデープロジェクト』

### その他
- 萩本欽一

- 三田寛子
- 井森美幸
- ウッチャンナンチャン
- 鈴木ヒロミツ
- ケント・デリカット
- 福留功男
- 髙嶋政宏
- 榊原郁恵
- 斉藤由貴
- 工藤静香

- 島倉千代子
- 西城秀樹
- 清水国明
- 栗田貫一
- ヒップアップ
- 小高恵美
- さだまさし
- 吉村明宏
- 掛布雅之
- 江川卓

- 清水アキラ
- 大沢逸美
- 水沢螢
- 伊奈かっぺい
- 富田靖子
- レオナルド熊
- B21スペシャル
- 石井光三
- 山本ゆかり
- 井上明子

- 大木凡人
- 城之内早苗
- 岡本太郎
- 大和田獏
- 鈴木義司
- 富永一朗
- 車だん吉
- きくち教児
- せんだみつお
- 向井亜紀

- ABブラザーズ
- 松本明子
- 海老一染之助・染太郎
- 喜屋武マリー
- Marie with MEDUSA
- 斉藤満喜子
- 田中美奈子
- 相川恵里
- 島田奈美
- 横森良造
- ホームラン

- ザ・ワイルドワンズ
- 桂光一・光二
- 斎藤清六
- 羽川英樹
- 堀ちえみ
- 笑福亭鶴光
- 吉本真由美
- 小林大作
- 桂春之輔
- 円広志
- 河島英五
- 春やすこ

- 光GENJI
- CHA-CHA
- 爆風スランプ
- 酒井法子
- 佐野量子
- SMAP
- 早見優
- 堀敏彦

- 宮尾すすむ
- ペドロ&カプリシャス
- 桂三木助
- 岡江久美子
- 熊谷真実
- 栗原冬子

- アイ高野
- 岡本信
- 加橋かつみ
- 岸部シロー
- デイヴ平尾
- マモル・マヌー
- 三原綱木
- 森本太郎

- ダウンタウン
- ビジーフォー
- 笑福亭笑瓶
- 京本政樹
- 小森和子
- ダンプ松本
- ピンクの電話
- ウガンダ

- ビートきよし
- パル
- 篠塚満由美
- キッドカット
- 佐伯悦子
- 広川ひかる
- 原みつお

- 野沢直子
- 石野陽子
- 田中律子
- 仁藤優子
- 三遊亭円楽
- 桂歌丸
- 林家こん平
- 林家木久蔵
- 三遊亭楽太郎
- 三遊亭好楽
- 山田隆夫
- 林家正楽
- 林家うん平
- 三遊亭五九楽
- 三遊亭いるか
- 花輪噺子日景社中

- 内山田洋とクール・ファイブ
- 清水圭・和泉修
- ピーチパイ
- まるむし商店
- 岡けん太・ゆう太
- 笹谷
- 三角公園USA
- リットン調査団
- 島田珠代
- オールディーズ
- 130R
- 嵓多加根
- 中北敦子
- メンバメイコボルスミ11
- ボブキャッツ
- 亀山房代
- 悦・末谷
- 新喜劇若手メンバー

- カンボジア芸術大学子供舞踊団
- 上海雑技団付属学校
- 髙嶋政宏とRPO
- ガッシュアウト
- 東京音楽事務所
- 東京少年少女合唱隊
- ザ・バーズ
- BMCダンサーズ

## タイムテーブル
| 開始時刻   | コーナー                                    |
| ---------- | ------------------------------------------- |
| 26日 12:00 | どっきり生カメラ                            |
| 26日 13:00 | ニュースキャスター全員集合クイズ            |
| 26日 15:00 | 全国募金大作戦                              |
| 26日 16:50 | ニュース                                    |
| 26日 17:00 | グランド・プロローグ・ショー                |
| 26日 18:30 | NNNニュースプラス1                          |
| 26日 19:00 | ナイター情報                                |
| 26日 19:02 | プロ野球 東京ドーム「巨人×中日」            |
| 26日 20:54 | 南野陽子のカンボジア日記                    |
| 26日 21:50 | ニュース・天気                              |
| 26日 22:04 | ドラマスペシャル「叫んでも……聞こえない!」   |
| 27日 00:00 | NNNきょうの出来事                           |
| 27日 00:10 | スポーツニュース                            |
| 27日 00:30 | 笑いは地球を救うかな                        |
| 27日 03:00 | GS夏の復活                                  |
| 27日 05:00 | あなたの老後は安心か                        |
| 27日 08:00 | 日本の援助は世界一か                        |
| 27日 10:00 | 手塚治虫物語 ぼくは孫悟空                   |
| 27日 11:45 | ニュース・天気                              |
| 27日 11:50 | 全国募金大作戦                              |
| 27日 14:00 | アイドル大集合!                             |
| 27日 15:25 | ニュース                                    |
| 27日 15:30 | ひろがれ!愛の輪「さだまさし熱唱コンサート」 |
| 27日 17:00 | チャリティー大行進                          |
| 27日 17:20 | 募金御礼 笑点スペシャル                     |
| 27日 18:00 | NNN日曜夕刊                                 |
| 27日 18:15 | グランドフィナーレ                          |

## スタッフ
- 企画・全体構成：都築忠彦
- 音楽：大野雄二

オープニング・デラックス5時間 / 全国募金大作戦
- 総合演出：大島敏明
- プロデューサー：油井橲成、隅田進、星智子、仲築間卓蔵
- コーディネーター：笠原正己、佐藤修一
- 構成：川崎良、東海林桂、桜井ひろし、青島利幸
- ディレクター：小湊義房、高橋正弘 / 栗元直樹、新井正明 / 北沢毅、大槻則之、宇佐美理、大垣信良、高橋浩司、栗田実
- 協力：東京放送、フジテレビジョン、全国朝日放送、テレビ東京、日本生花通信配達協会、ニューイング、東京都交通局

グランド・プロローグ / グランドフィナーレ
- 総合演出：草野公
- PDグループ：斉藤寿、内田功、長谷川賢一、永田夏子
- 衣裳：風間千代子、柴田直志
- 羽田中継D：古野千秋
- 編曲：永作幸男、有沢孝紀
- 振付：土居甫
- サウンドコンポーザー：鳥飼弘昌
- 合唱指導：長谷川冴子
- 歌唱指導：橋本賀代子
- 構成：玉井洌

南野陽子のカンボジア日記
- 取材プロデューサー：大島敏明
- 構成：寺田敏雄
- 取材ディレクター：高橋浩司
- 編集：黒木浩晴
- 取材コーディネーター：北川元、細川ミリヤ、大島芳雄
- スタジオディレクター：中村英明 / 斉藤寿
- 取材カメラマン：池田屋

ミッドナイトバラエティー第1部「笑いは地球を救うかな」
- 総合演出：菅賢治
- 構成：岩立良作、グループぼくら、寺崎要
- ディレクター：斉藤敏豪、坂田亨、小林宏充、田中久義、高安彰 / 虫明茂
- AD：大友有一
- 協力：吉本興業 大﨑洋

ミッドナイトバラエティー第2部「GS夏の復活」
- プロデューサー：須沼望 / 藤瀬昇、本宮英男、三村正俊
- ディレクター：西敏也、佐藤健二郎 / 菅野貴志、小島俊一、中村肇
- 構成監修：玉井洌
- 構成：山路勝也

あなたの老後は安心か
- プロデューサー・ディレクター：有山至
- ディレクター：伊藤修
- 撮影：葭本正夫
- 録音：田中健治
- 照明：岸田一彦
- 編集：馬場勝
- 編集コーディネーター：福田真人
- 取材コーディネーター：伊東敬文、ビヤネール多美子
- ミキサー：宮田昌
- VTR：高橋和幸
- 協力：ルフトハンザドイツ航空、島根県安来市、デンマークスベンボー市

日本の援助は世界一か
- プロデューサー：都築忠彦
- プロデューサー・ディレクター：有山至
- 編集ディレクター：黒木浩晴
- 編集：小村誠
- 音効：高田暢也
- ミキサー：喜尾茂生
- VTR：小鷹浩司
- 編集コーディネーター：白土朗、古賀美岐
- エチオピア取材
  - 撮影：葭本正夫
  - 録音：田中健治
  - 取材コーディネーター：大津司郎、二宮雅信
- フィリピン取材
  - ディレクター：国岡宣行 / 田端丈裕
  - 撮影・VE：鈴木幸男、青木伸一
  - 取材コーディネーター：三好亜矢子

アイドル大集合
- ディレクター：高木章雄、土屋泰則
- プロデューサー：吉岡正敏、増田一穂
- AP・ADグループ：内田功、鈴木昌利、尾高賢哉、気賀沢宏隆、斉藤寿
- 構成：竹田康一郎、飯沢真太郎
- 制作：遠藤克彦

熱唱コンサート
- プロデューサー：藤沢国彦
- ディレクター：池田智、松本芳久

笑点スペシャル
- プロデューサー：中島銀兵
- 構成：新倉イワオ
- ディレクター：飯田達哉
- AD：梅原高実、成田理、中野留里子、大畑仁

チャリティー大行進
- プロデューサー：大谷晴康、土屋豊、荒川隆、谷口則之 / 土屋光明
- ディレクター：大槻則之、宇佐美理
- 象のボランティア：湘南動物プロ

欽ちゃん募金
- プロデューサー・ディレクター：金谷勲夫、中村延義、篠木為八男

制作本部
- 総合コーディネーター：尾崎正浩、星智子、東原祐子
- プロデューサーチーム：隅田進、宮崎徹、中村元気、伊藤修、笠原正己、吉田真、佐藤東弥、小山啓、小川通仁、小沢太郎、山川洋平、倉田貴也、小沢龍太郎、神蔵克、西牟田知夫、三枝孝臣、明比雪、鹿野正樹、村上直子、平井龍司、谷生倫代、岡部智洋、赤間佳彦、岡田謙吉、宮木宣嗣
- 制作チーム：奥田誠治、福田真人、白石一郎、白土朗、リリー野崎、大橋結花、小林光二、諏訪陽介、山本和男、中井裕真 / 古屋和子、紀林薫、川端裕人、安藤未穂、佐藤政治、川井圭、西田隆之、杉山克己

放送センター
- プロデューサー：斉藤隆志、行広孟、尾崎正浩
- コーディネーター：五味直子、福地聡、千葉知紀、前田伸一郎、野元佳子、菅沼直樹、岡田泰三
- ディレクター：中村元気、政橋雅人、室川治久、伊藤修
- 編成：藤川昭夫
- 広報：加藤裕子、岩上喜進、東良子
- 募金コーディネート：桜井博、土屋慶子
- 公開放送：八木博善、沼田洋

美術
- 美術制作：石川啓一郎
- デザイン：田原英二、道勧英樹、石附千秋
- 協力：清水舞台工芸、中央宣伝企画、テレフィット、古磨電設

技術
- テクニカルプロデューサー：須田昌宏

〈日本武道館〉
- TD：田中元一
- コーディネーター：新井悦男、折原博樹
- 音楽効果：三神直

〈放送センター〉
- TD：安波次夫
- 音声コーディネーター：坂本親保、西野三樹夫

〈Gスタジオ〉
- スイッチャー：鈴木康介

〈銀座〉
- TD：堀口朗
- 照明：高嶋一夫、川崎吉男

〈新宿東口ステーションスクエア〉
- TD：藤沼秀一
- 照明：横田五百男

〈チャリティー大行進・都バス〉
- TD：大熊昇

〈東品川〉
- TD：清宏
- 照明：関仁

〈東京ドーム〉
- TD：北村晃
- 音声：鈴木孝十郎

〈ヘリコプター〉
- TD：石川秀一
- 放送進行：谷山秀行、出沢克彦
- 回線コーディネーター：小宮由孝、山本仁、北川晴朗
- 技術協力：NTV映像センター、日本テレビビデオ、ジャパンテレビ、共立、日放、音研、NTT、KDD、日本有線テレビ、朝日航洋、コスモ・スペース、東通、園田音響、映放、明光セレクト、田中電気、さがみモータース、バンセイ、タムコ、日本テレビ映像、ウエルカム、コウチ・コーポレーション、アーチェリープロダクション、アイ・ティ・エス、沖縄映像センター、サウンドエフェクト、テシコ
- 制作協力：日本武道館、AV企画、禅プランニングアンドプロデュース、吉本興業、東通企画、日本電波ニュース社、さだ企画、オフィス・てら、トップシーン、ウエルカム、リバース企画、DC10、シン・エンタープライズ、日本テレビ音楽学院、ニューイング、日通硬貨センター、シミズ・スポーツ、清水綜合サービス、ソ連ゴス・テレラジオ、モスクワ放送、国連難民高等弁務官事務所
- 総指揮：漆戸靖治
- プロデューサー：有山至
- チーフ・プロデューサー：都築忠彦
- 製作著作：日本テレビ